# (3081) Martinůboh
(3081) Martinůboh – planetoida z pasa głównego asteroid okrążająca Słońce w ciągu 3 lat i 272 dni w średniej odległości 2,41 j.a. Została odkryta 26 października 1971 roku w Hamburg-Bergedorf Observatory w Bergedorfie przez Luboša Kohoutka. Nazwa planetoidy pochodzi od Bohuslava Martinů (1890-1959), czeskiego kompozytora. Przed nadaniem nazwy planetoida nosiła oznaczenie tymczasowe (3081) 1971 UP.